# Alaksandr Biłyk
Biłyk Alaksandr Mikałajewicz (biał. Білык Аляксандр Мікалаевіч, ros. Билык Александр Николаевич, Biłyk Aleksandr Nikołajewicz; ur. 17 kwietnia 1949 w Wołoczyskach) – białoruski wykładowca akademicki, naukowiec, specjalista w dziedzinie mniejszości narodowych i polityki narodowościowej na Białorusi.

## Życiorys
Urodził się 17 kwietnia 1949 roku w mieście Wołoczyska, w rejonie wołoczyskim obwodu kamienieckiego Ukraińskiej SRR, ZSRR. W 1970 roku ukończył studia na Wydziale Historycznym Instytutu Pedagogicznego w Kamieńcu Podolskim. Od 1996 roku jest członkiem korespondentem Międzynarodowej Akademii Badania Mniejszości Narodowych. W latach 1975–1976 pracował jako nauczyciel w szkole średniej w Witebsku. W latach 1979–1991 był wykładowcą, docentem w Katedrze Politologii i Socjologii Białoruskiego Państwowego Instytutu Politechnicznego. W latach 1991–1997 pełnił funkcję starszego referenta Komisji Polityki Narodowościowej Rady Najwyższej Republiki Białorusi, głównego specjalisty w Kancelarii Rady Ministrów Republiki Białorusi. Od 1997 roku był przewodniczącym Państwowego Komitetu ds. Religii i Narodowości Republiki Białorusi.

## Prace
Alaksandr Biłyk jest autorem ponad 30 artykułów naukowych poświęconych problemom stosunków między narodowościami i formowania kultury kontaktów między nimi.

## Życie prywatne
Alaksandr Biłyk jest żonaty.